# Masdevallia manta
Masdevallia manta är en orkidéart som beskrevs av Willibald Königer och Sijm. Masdevallia manta ingår i släktet Masdevallia och familjen orkidéer. Inga underarter finns listade i Catalogue of Life.